# Comunanza Ladina de Bulsan
Die Comunanza Ladina de Bulsan ist eine ladinische Kulturvereinigung mit Sitz in Bozen, die sich zum Ziel gesetzt hat, die ladinische Kultur und Sprache in all ihren Aspekten zu pflegen. Das Besondere an der "Comunanza" ist, dass Ladiner mit Ursprung aus allen ladinischen Tälern Mitglieder sind.